# 클로드 아킨즈
클로드 에이킨스(Claude Akins, 1926년 5월 25일 ~ 1994년 1월 27일)는 미국의 배우, 연극 배우, 텔레비전 배우, 영화배우이다.

## 영화
- 스즌즈 오브 더 하트 (1993년)
- 그레이스 (1992년)
- 글래스 루츠 (1992년)
- 도박사 4 (1991년)
- 저주 (1987년)
- 침묵의 가라데 (1986년)
- 공포의 실로폰 (1986년)
- 욕망의 그림자 (1984년)
- 당구왕과 아들 (1984년)
- 호텔 - 시리즈 (1983년)
- 사랑의 유람선 (1977년)
- 홀리데이 킬러 (1977년) - 보안관 로바즈 역
- 노리스 테입스 (1973년)
- 혹성 탈출 5 - 최후의 생존자 (1973년) - 알도 장군 역
- 나이트 스토커 (1972년)
- 보잉 707 비상 착륙 (1972년)
- 코만도 전략 (1968년)
- 전쟁 영웅의 공포 (1967년)
- 돌아온 황야의 7인 (1966년) - 프랭크 역
- FBI (1965년)
- 킬러 (1964년) - 얼 실베스터 역
- 전투 (1962년)
- 메릴의 약탈자들 (1962년)
- 코만치 스테이션 (1960년)
- 옐로우스톤 켈리 (1959년)
- 추격 (1959년)
- 보난자 (1959년)
- 하운드-독 맨 (1959년)
- 포기와 베스 (1959년)
- 리오 브라보 (1959년)
- 흑과 백 (1958년)
- 애혼 (1955년)
- 딜론 보안관 (1955년)
- 살인 방패 (1954년)
- 케인호의 반란 (1954년)
- 지상에서 영원으로 (1953년)